# Martha Stewart
Martha Helen Stewart z domu Kostyra (ur. 3 sierpnia 1941 w Jersey City) – amerykańska bizneswoman polskiego pochodzenia, osobowość telewizyjna, pisarka, wydawczyni.

## Życiorys
Urodziła się 3 sierpnia 1941 w Jersey City w stanie New Jersey jako córka Edwarda Kostyry (1912-1979) i jego żony, Marthy z domu Ruszkowski (1914-2007). Jej dziadkowie byli imigrantami z Polski. Ma pięcioro rodzeństwa.
Była modelką. Prowadziła małą firmę cateringową, następnie została maklerem i właścicielką medialnej fortuny (Martha Stewart Living Omnimedia Inc.). W 1982 wydała książkę pt. Entertaining (pol. Przyjęcia), w której zaprezentowała zbiór przepisów kulinarnych.
Studiowała w Barnard College w Nowym Jorku, na początku chemię, później historię sztuki i historię Europy, aby ostatecznie poświęcić się historii architektury. Po ślubie z Andrew Stewartem w 1961 na rok opuściła uczelnię i kontynuowała karierę modelki. Powróciwszy na studia, zrobiła licencjaty z historii i historii architektury.

## Życie prywatne
W 1961 poślubiła Andrew Stewarta, którego poznała na studiach w Barnard College. Małżeństwo zakończyło się rozwodem w 1990. Mają wspólnie córkę, Alexis Gilbert Stewart.
W marcu 2003 została uznana winną oszukiwania wymiaru sprawiedliwości w sprawie związanej z insider trading i skazana na karę pięciu miesięcy więzienia. Karę rozpoczęła odbywać 8 października 2004 w więzieniu dla kobiet Alderson. Po jej odbyciu przez kolejne pięć miesięcy przebywała w areszcie domowym.